# Шульманис, Вальдемар Вилисович
Вальдемар (Волдемар) Вилисович Шульманис (латыш. Voldemārs Šūlmanis; 26 июня 1921, Омск — 18 февраля 1975) — латвийский и советский хоккеист, нападающий.
Старший брат хоккеиста Роберта Шульманиса. Чемпион Латвии (1940, 1941). Играл за сборную Латвии. В чемпионате СССР провёл 10 сезонов (1947/48 — 1956/57) в составе «Динамо» / «Даугава» Рига.